# 西盖勒森
西盖勒森是德国下萨克森州的一个市镇。总面积20.38平方公里，总人口1773人，其中男性862人，女性911人（2011年12月31日），人口密度87人/平方公里。